# Riu Skjern
El riu Skjern és el riu de major cabal de Dinamarca, passa al sud de la ciutat de Skjern que pren el seu nom del riu. Drena aproximadament una desena part de Dinamarca abans de desguassar al fiord de Ringkøbing, que no és un fiord sinó una mena de gran llac separat del Mar del Nord per una estreta llengua de terra amb una única sortida a Hvide Sande. A la seva part final forma un delta fluvial, l'únic del país, que des del 2008 forma part d'una zona protegida com a parc nacional (Nationalpark Skjern Å).

## Història
Durant la dècada del 1960, el govern danès es va comprometre a redreçar el riu i drenar els nombrosos aiguamolls que s'havien format al voltant del delta de la desembocadura del riu per evitar les freqüents inundacions i permetre l'agricultura intensiva a la zona. Unes 4.000 hectàrees de prats i aiguamolls van passar d'estar dedicats a la ramaderia a ser terraplenats i convertits en camps de conreu de cereals. Però aquesta gran obra va acabar sent un fracàs. La canalització de les aigües va deixar la zona sense l'aportació freqüent de sediments que subministraven les inundacions i això unit a la degradació de la torba a causa de l'aportació d'oxigen a través del conreu va fer que el terreny es comencés a enfonsar, més d'un metre en diversos llocs, fent el sistema de drenatge cada vegada més ineficient, per tant, de manera que va arribar un moment en què si es volia continuar el conreu es feia necessari d'iniciar nous treballs de drenatge.
El 1987 el govern va decidir d'engegar un programa de rehabilitació per tal de restaurar el riu en un estat més natural. Tot i que el pla, que afectava unes 2.200 hectàrees, no va ser completat i aprovat fins al 1997, vers l'any 2002 l'obra era pràcticament acabada. Gran part del riu i dels aiguamolls són avui dia una zona protegida que és la llar d'una àmplia varietat de vida silvestre, com per exemple la llúdriga, el salmó o una gran varietat d'aus aquàtiques. El turisme i el pasturatge tradicional de bous han substituït l'agricultura intensiva com a principal ús econòmic de la terra.